# Elsburg
Elsburg – miasto w Południowej Afryce; w obszarze metropolitalnym Ekurhuleni, w prowincji Gauteng; położone około 6 km na południowy wschód od Germiston; zamieszkanie przez 6200 mieszkańców. Nazwa miasta pochodzi od Mr. ELS-a, pierwszego właściciela farmy Klippoortjie, położonej na tym terenie.
Przewaga białej ludności, która stanowi 70% ogółu mieszkańców. Dominującym językiem jest afrikaans, którym posługuje się 65% mieszkańców; angielskim mówi 16%, a zulu i sotho stanowią 7%.
Pod koniec XIX wieku znaleziono w okolicy złoża złota dlatego przez pewien czas miejsce to stanowiło poważną konkurencję administracyjną i osadniczą dla Johannesburga. Prawa miejskie od października w 1957 roku